# Stobo Castle

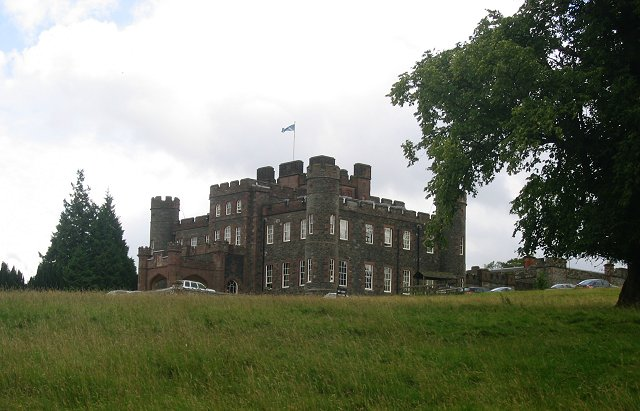
Stobo Castle

Stobo Castle ist ein Schloss nahe der schottischen Ortschaft Peebles in der Council Area Scottish Borders. 1971 wurde das Bauwerk in die schottischen Denkmallisten in der höchsten Denkmalkategorie A aufgenommen. Des Weiteren ist das Anwesen im schottischen Register für Landschaftsgärten verzeichnet. In drei der sieben Kategorien verlieh Historic Scotland das Prädikat „herausragend“.

## Geschichte
Im 12. Jahrhundert befanden sich die Ländereien von Stobo in Kirchenbesitz. Mit der postreformatorischen Säkularisation der kirchlichen Güter befanden sie sich im Laufe der Jahrhunderte im Besitz des Clans Tweedie, der Earls of Morton, des Clans Maitland und schließlich ab dem frühen 17. Jahrhundert des Clans Murray.
Am Standort, rund zehn Kilometer südwestlich von Peebles, befand sich zuvor ein Tower House namens Hill House. Mit dem Ableben Alexander Murray, 3. Baronet erbte dessen Sohn David das Anwesen. Auf Grund seiner Beteiligung an den Jakobitenaufständen 1745 und seiner Verbannung nach Frankreich waren die Ansprüche der Murrays verwirkt. 1766 gelangte Stobo in den Besitz von James Montgomery, 1. Baronet. Seine Nachfahren hielten das Anwesen bis 1901. In der zweiten Hälfte des Jahrhunderts entwickelte Montgomery die umgebende Parkanlage und legte möglicherweise auch den Grundstein für die Gärten.
Das heutige Stobo Castle entstand nach Abbruch von Hill House durch James Montgomery, 2. Baronet zwischen 1805 und 1811. Die Porte-cochère wurde 1849 hinzugefügt. Nach dem Aussterben der Linie der Montgomery-Baronets 1902 wurde Stobo Castle an den Cricketspieler Hylton Philipson verkauft. Die Philipsons, welche das Anwesen bis 1939 hielten, entwickelten die Gärten weiter. So fällt die Anlage der terrassierten Gärten sowie des japanischen Gartens in diesen Zeitraum. 1939 wurde Stobo Castle an Wenefryde Scott, 10. Countess of Dysart veräußert. Nachdem das Schloss in den Kriegsjahren nur selten bewohnt wurde, veräußerte die Gräfin Teile der Ländereien. Nach weiteren Verkäufen und Parzellierungen erwarb die Familie Winyard 1971 das Schloss. Sie richtete in Stobo Castle einen Hotelbetrieb ein, der bis heute besteht.